# أياكس أمستردام موسم 2010–11
كان موسم 2010–11 هو الموسم الـ111 لنادي أياكس والموسم الـ55 على التوالي للنادي في الدوري الهولندي، شاركوا في دوري أبطال أوروبا والدوري الأوروبي. أُجريت أول تدريبات الموسم الجديد يوم الأحد الموافق 27 يونيو 2010. أقيم اليوم المفتوح التقليدي لنادي أياكس لكرة القدم يوم الجمعة الموافق 23 يوليو 2010.